# Sarana (Pella)
Pour les articles homonymes, voir Sarana.
Sarana est une localité située dans le département de Pella de la province du Boulkiemdé dans la région Centre-Ouest au Burkina Faso.

## Santé et éducation
Le centre de soins le plus proche de Sarana est le centre de santé et de promotion sociale (CSPS) de Pella tandis que le centre médical avec antenne chirurgicale (CMA) se trouve à Nanoro.
Le village possède une école primaire publique. En 2010, la commune ouvre un centre préscolaire pour des enfants de 3 à 5 ans afin de faciliter leurs futures scolarités dans le primaire.